# Flatliners (película de 2017)
Flatliners (titulada: Enganchados a la muerte, en España y Línea mortal: Al límite, en Hispanoamérica), es una película estadounidense de ciencia ficción de terror psicológico de 2017 dirigida por Niels Arden Oplev y escrita por Ben Ripley. La película es una nueva versión de la película de 1990 del mismo nombre, y está protagonizada por Elliot Page, Diego Luna, Nina Dobrev, James Norton, Kiersey Clemons, y Kiefer Sutherland. Sigue a cinco estudiantes de medicina que intentan llevar a cabo experimentos que producen experiencias cercanas a la muerte. Sony Pictures lanzó la película en los Estados Unidos el 29 de septiembre de 2017.

## Argumento
Una estudiante de medicina, Courtney (Elliot Page), está obsesionada con la idea de la vida después de la muerte. Invita a sus compañeros estudiantes Jamie (James Norton) y Sophia (Kiersey Clemons) a unirse a ella en un experimento, en una sala no utilizada del hospital: el mismo consiste en usar un desfibrilador para detener su corazón durante sesenta segundos mientras registra la actividad de su cerebro y luego reanimarla. Courtney les asegura que no serán responsables de ningún accidente, Sophia está en contra de esto, pero Jamie decide ayudar logrando detener sus signos vitales y que ella experimente una experiencia extracorpórea. Sin embargo, después de sesenta segundos, entran en pánico ya que no pueden reanimarla. Sin embargo, enseguida logran traerla de vuelta con la ayuda de su compañero de estudios Ray (Diego Luna). Más tarde, Marlo (Nina Dobrev), compañera y rival de Ray, se entera del experimento.
Inicialmente, Courtney comienza a acceder sin dificultad a cualquier recuerdo o información almacenada en su cerebro por muy vaga que sea. También experimenta una mayor inteligencia y euforia, pudiendo tocar el piano después de 12 años y diagnosticar sin esfuerzo. Envidioso, Jamie decide ser el próximo y durante el proceso tiene una perturbadora experiencia relacionada con su exnovia. Marlo y Sophia son los siguientes, incrementando la cantidad de minutos en muerte clínica antes de iniciar la reanimación. Durante el turno de Sophia, casi son atrapados, huyen del hospital y llegan a una fiesta, en donde Courtney y Jamie comienzan a tener visiones relacionadas con su pasado, pero no se lo cuentan al resto.
Pronto se ven acosados por sus visiones: Courtney está obsesionada por su hermana muerta, Tessa, debido a un accidente automovilístico que ella causó porque estaba usando su teléfono móvil. Jamie es torturado por el recuerdo de su exnovia, una muchacha de origen humilde a quien embarazó y presionó para que abortara. Marlo está obsesionada por un hombre llamado Cyrus, picado por una medusa, a quien mató cuando mezcló accidentalmente su medicación y posteriormente encubrió todo para proteger su carrera, mientras que Sophia está obsesionada por una chica llamada Irina, cuya vida arruinó por celos al robar desde su teléfono fotos de ella desnuda y publicarlas. Todos finalmente comprenden que el experimento ha generado en ellos secuelas nefastas.
Las apariciones se hacen cada vez más intensas e invasivas. Courtney, traumatizada por sus visiones, graba un mensaje disculpándose con sus amigos por exponerlos a este peligro y admite que su interés realmente se debía a la muerte de su hermana, no por un descubrimiento científico. Poco después, acosada por las visiones de su difunta hermana, muere al ser empujada por la escalera de incendios de su edificio de apartamentos por el fantasma de su hermana. Para evitar que alguien descubra sus experimentos, los demás eliminan todas las notas y pruebas en el apartamento de Courtney y Marlo es enviada a la morgue para robar el teléfono de Courtney y una vez más es acosada por las visiones mientras Jaime vuelve a escuchar los llantos del bebé y la mujer.
El grupo observa la grabación de Courtney y comprenden que todos han vivido apariciones similares, concluyendo que los grandes errores que han cometido se están manifestando como apariciones que los atacan como una forma de castigo. El grupo toma medidas para detener las alucinaciones, razonando que quizás enfrentar sus errores detenga las apariciones. Sophia visita a Irina para disculparse, lo cual Irina acepta. Jamie visita a su exnovia y descubre que no tuvo un aborto, sino que se quedó con el bebé; por lo que le pide perdón y promete ayudar a cuidar a su hijo. Más tarde, Ray y Marlo se pelean cuando Ray descubre que Marlo encubrió la verdadera razón por la que Cyrus murió y se niega a confesar, ya que no considera el incidente tan importante como para arriesgar su profesión pero esto sólo recrudece el acoso sobrenatural que experimenta al punto de casi morir al chocar su auto durante un episodio. 
Cansada de ser perseguida por sus alucinaciones, Marlo va sola a la sala del hospital y repite el experimento sin el resto, con la esperanza de encontrarse con el alma de Cyrus y pedirle perdón. Sin embargo, una vez en el otro lado es atacada incesantemente intentando ser devorada por un lugar aterrador. Ray, Sophia y Jamie se apresuran a intentar resucitarla mientras el alma de Courtney se manifiesta y le señala a Marlo que lo que necesita para salvarse es perdonarse a sí misma; una vez que lo hace es libre de regresar y ser reanimada. 
Más adelante Marlo va donde el director del hospital y confiesa haber alterado los resultados de la autopsia, luego se ve a Marlo y a Ray lanzando hacia el río la laptop con el contenido de la información sobre el experimento.
Al final, Marlo, Ray, Sophia y Jamie recuerdan a Courtney mientras celebran su amistad en el pequeño restaurante donde siempre se reunían. Luego se escuchan a una persona tocando el piano de la misma forma que lo hacía Courtney pero esta persona cambia la tonada y se dieron cuenta de que no era ella. La película termina con Jamie proponiendo un brindis, en honor a la memoria de Courtney.

## Elenco y personajes
- Elliot Page (acreditado como Ellen Page) como Courtney Holmes.
- Diego Luna como Ray.
- Nina Dobrev como Marlo.
- James Norton como Jamie.
- Kiersey Clemons como Sophia.
- Kiefer Sutherland como el Dr. Barry Wolfson
- Beau Mirchoff como Brad.
- Madison Brydges como Tessa Holmes.
- Miguel Anthony como Cyrus Gudgeon.
- Jenny Raven como Irina Wong.
- Charlotte McKinney como la chica en bicicleta.

## Producción
En octubre de 2015, Elliot Page fue elegido en el remake de la película para un papel indeterminado. En febrero de 2016, Diego Luna fue añadido al reparto, después de él, Nina Dobrev también se unió a la película en abril. En mayo de 2016, Kiersey Clemons y James Norton firmaron para la película.
En julio de 2016, se anunció que Kiefer Sutherland, protagonista de la película original, iba a volver para el remake. Sutherland más tarde reveló que era una repetición de su papel de la película original, revelando que la nueva película, en realidad, sería una secuela en lugar de un remake, Sin embargo, luego de su lanzamiento, se vio que Sutherland interpretó un personaje diferente y que no se trataba de una continuación. En julio de 2016, Charlotte McKinney se unió al elenco.
La fotografía principal comenzó a principios de julio de 2016 en Toronto y concluyó el 7 de septiembre. La película entró en fase de posproducción el 4 de octubre, antes de su estreno en septiembre de 2017.

## Lanzamiento
Columbia Pictures estrenó la película el 29 de septiembre de 2017.